# Pizzo Camino
Il Pizzo Camino (Pis Camì in bergamasco e camuno) è una montagna delle Prealpi Bergamasche alta 2492 m.

## Descrizione

### Localizzazione
Il Pizzo Camino appartiene alla dorsale montuosa che separa l'alta Val di Scalve dalla media Val Camonica, assieme alla Concarena e al Cimone della Bagozza. Il versante settentrionale e il versante occidentale appartengono, dal punto di vista amministrativo, alla provincia di Bergamo, mentre il versante meridionale e il versante orientale alla provincia di Brescia. Il confine tra le due province coincide, salvo una piccola eccezione, con il crinale della montagna.
Dalla vetta principale si staccano alcune dorsali secondarie che culminano in cime minori. A nord-est, dal Passo di Varicla (2097 m), la linea di cresta sale sino alla vetta del Monte Sossino (2398 m), per poi abbassarsi sotto i 2000 metri al Passo di Ezendola (1974 m). A sud invece il crinale rimane al di sopra dei 2200 metri. La Cima Mòren (2418 m), seconda vetta del gruppo per altezza, domina il centro abitato di Borno. La linea di cresta si abbassa al Goletto del Moren (2200 m), piegando decisamente verso ovest e innalzandosi per l'ultima volta nella Corna di San Fermo (2329 m), sopra il Passo di Croce di Salven. Ad ovest della Corna di San Fermo, la quota diminuisce progressivamente, sino al Passo del Giovetto di Paline (1275 m).

### Morfologia del rilievo e note geologiche
Il Pizzo Camino fa parte della serie di rilievi posti a sud della catena principale delle Alpi Orobie, in una situazione simile a quella di altre vette più conosciute, le Grigne e la Presolana, che si trovano tutte più o meno alla medesima latitudine. Si tratta di montagne dalle forme ardite e spettacolari, con pareti ripidissime, talvolta verticali, simili ai rilievi dolomitici.
In particolare, la sommità del Pizzo Camino è costituita da rocce di natura calcarea, appartenenti alla cosiddetta formazione del Calcare di Esino, frutto della trasformazione chimica dei sedimenti depositatisi sul fondo di un antico mare (la Tetide) nel Triassico medio.
I più dolci pendii basali sono invece di natura argillo-marnosa e calcareo-marnosa, risalenti comunque al periodo Triassico. Ben più tenere del calcare e facilmente erodibili, queste rocce hanno in prevalenza una struttura stratiforme.
I pendii alle quote più basse, sino ai fondivalle, si presentano ricoperti da depositi di origine glaciale. Durante le numerose fasi glaciali, il Pizzo Camino fu interessato da un'intensa azione di modellazione da parte degli antichi ghiacciai, alla quale si deve la formazione dei due grandi catini dei Fopponi (versante ovest) e della Val di Moren (versante sud). Oggi, il Pizzo Camino è completamente privo sia di ghiacciai (gli ultimi sono scomparsi circa 8000 anni fa), sia di nevai permanenti. Tuttavia non è raro che, nel caso di stagioni estive non particolarmente calde, alcuni depositi di neve residua possano resistere in zone non esposte al sole sino all'inizio dell'autunno.

## Itinerari di salita
Per salire sulla vetta del Pizzo Camino esistono due vie normali differenti, la prima da Schilpario, ai piedi del versante settentrionale, l'altra da Borno, a sud della montagna. In realtà, i due itinerari affrontano la montagna rispettivamente dal lato ovest e dal lato sud-est, ed entrambi hanno difficoltà escursionistica (classificazione CAI EE - itinerario per escursionisti esperti), in assenza di neve o ghiaccio (i quali rendono la salita più pericolosa e quindi idonea solo per alpinisti provvisti di attrezzatura).
La via di salita da Schilpario è lunga (richiede 4 ore) e ripida. Dal paese (1135 m) si segue il segnavia 423 che, passando per la Malga Alta di Voia (1777 m), raggiunge il Passo di Corna Büsa (1940 m), che prende il nome da una curiosa formazione rocciosa traforata da una galleria di origine naturale, situata nelle vicinanze. Sino al valico si tratta di un percorso semplice, anche se lungo e faticoso. Le difficoltà tecniche vere e proprie iniziano da questo punto: si costeggiano alcuni ghiaioni e si risale un canale, sino alla cresta (la neve ghiacciata che talvolta permane sino a stagione inoltrata rende questo tratto piuttosto insidioso). Seguendo la cresta, tra tratti erbosi e brevi passaggi su roccette si raggiunge la vetta.
La normale dal versante camuno è altresì lunga (richiede 4 ore e 30 minuti) e il dislivello da superare è complessivamente maggiore, ma ha il vantaggio di possedere un punto di appoggio, il Rifugio Gualtiero Laeng (1750 m), che manca lungo la via di salita bergamasca. Per raggiungere il rifugio si parte da Borno (912 m) e si passa per il Lago di Lova (1299 m), seguendo i segnavia 82 e 82/a. Dal rifugio si raggiunge la vetta in circa 2 ore e 30 minuti, risalendo numerosi ghiaioni e effettuando alcuni passaggi su roccette.
Tra le vette satelliti, l'unica raggiungibile tramite un percorso escursionistico segnato è la Cima Moren (2418 m), alla quale sale un sentiero per escursionisti esperti che ha inizio a Borno (segnavia 82/b).
Infine, un sentiero segnato (segnavia 83) permette agli escursionisti di compiere il periplo della montagna, senza però affrontare la salita alle vette. L'itinerario inizia al Rifugio Laeng, sale al Passo Varicla (2097 m), scende per un ripido canale ghiaioso e attraversa le distese detritiche alla base della parete nord, per poi incrociare la via normale scalvina al Passo di Corna Büsa (1940 m). Da qui aggira i contrafforti occidentali della montagna, per poi valicare il Passo del Costone (1927 m) e terminare al Rifugio San Fermo (1868 m) sopra Borno. Si tratta di un percorso talvolta impervio, adatto a escursionisti esperti.

### La via attrezzata "Attilio Gheza"
Un percorso attrezzato, che richiede preparazione ed equipaggiamento di tipo alpinistico, è stato aperto nel 2015 dalle sezioni CAI di Borno e di Cedegolo e permette di concatenare le varie cime del crinale della montagna restando in quota. La via vera e propria inizia al rifugio Laeng (raggiungibile da Borno via Lago di Lova) e termina al rifugio San Fermo, passando dalla vetta principale del Pizzo Camino e dalla Cima Tabak (2448 m), scendendo poi al Passo della Porta e risalendo alla cima di Monte Negrino (2310 m) per affrontare, infine, la Corna di San Fermo.
Il percorso alpinistico, dedicato alla memoria dell'alpinista camuno Attilio Gheza (scomparso a causa di un incidente durante un'arrampicata in Val Saviore), è percorribile secondo i suoi ideatori in circa 12-14 ore.

## Galleria d'immagini

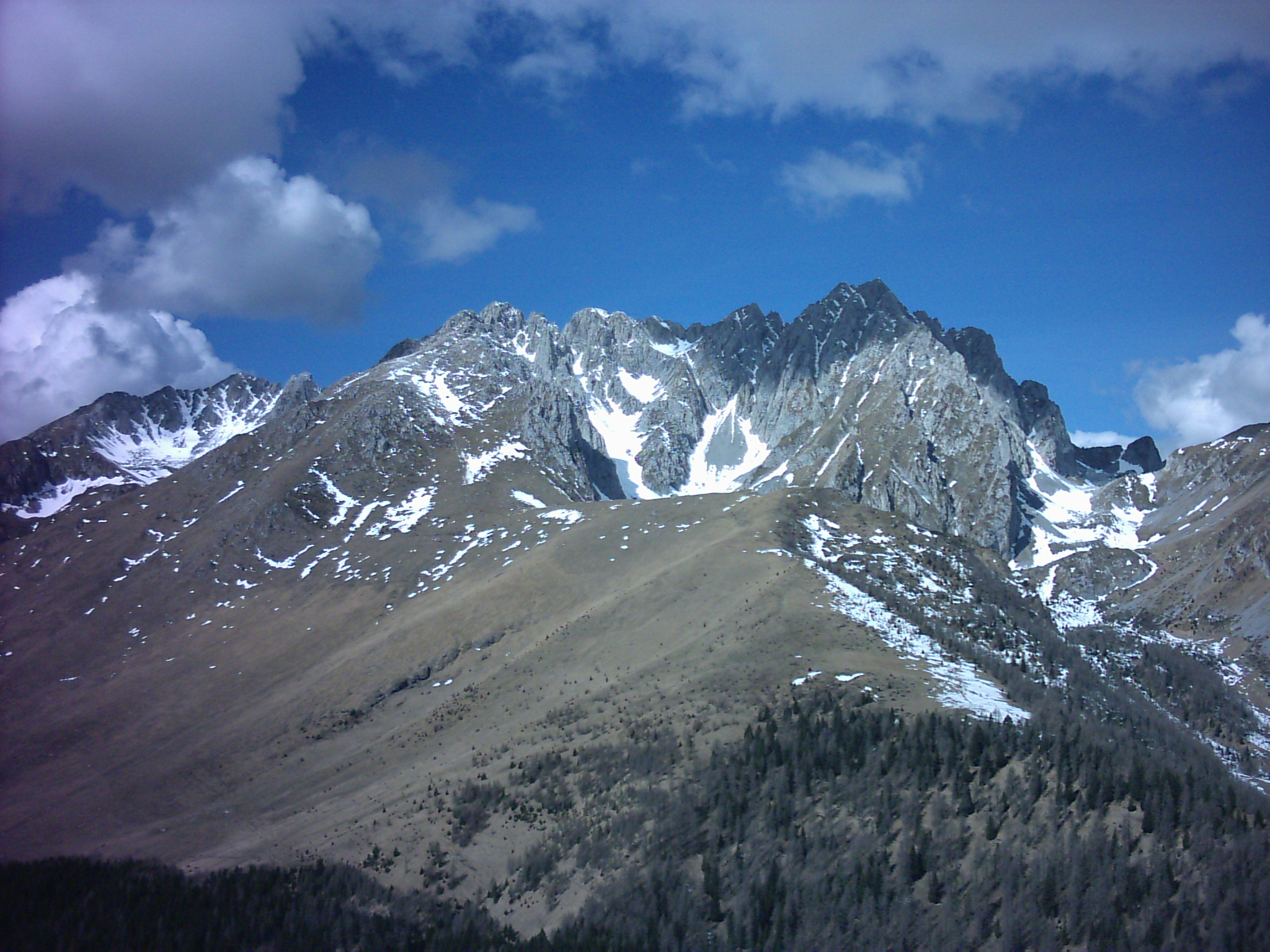
versante est (marzo 2005).
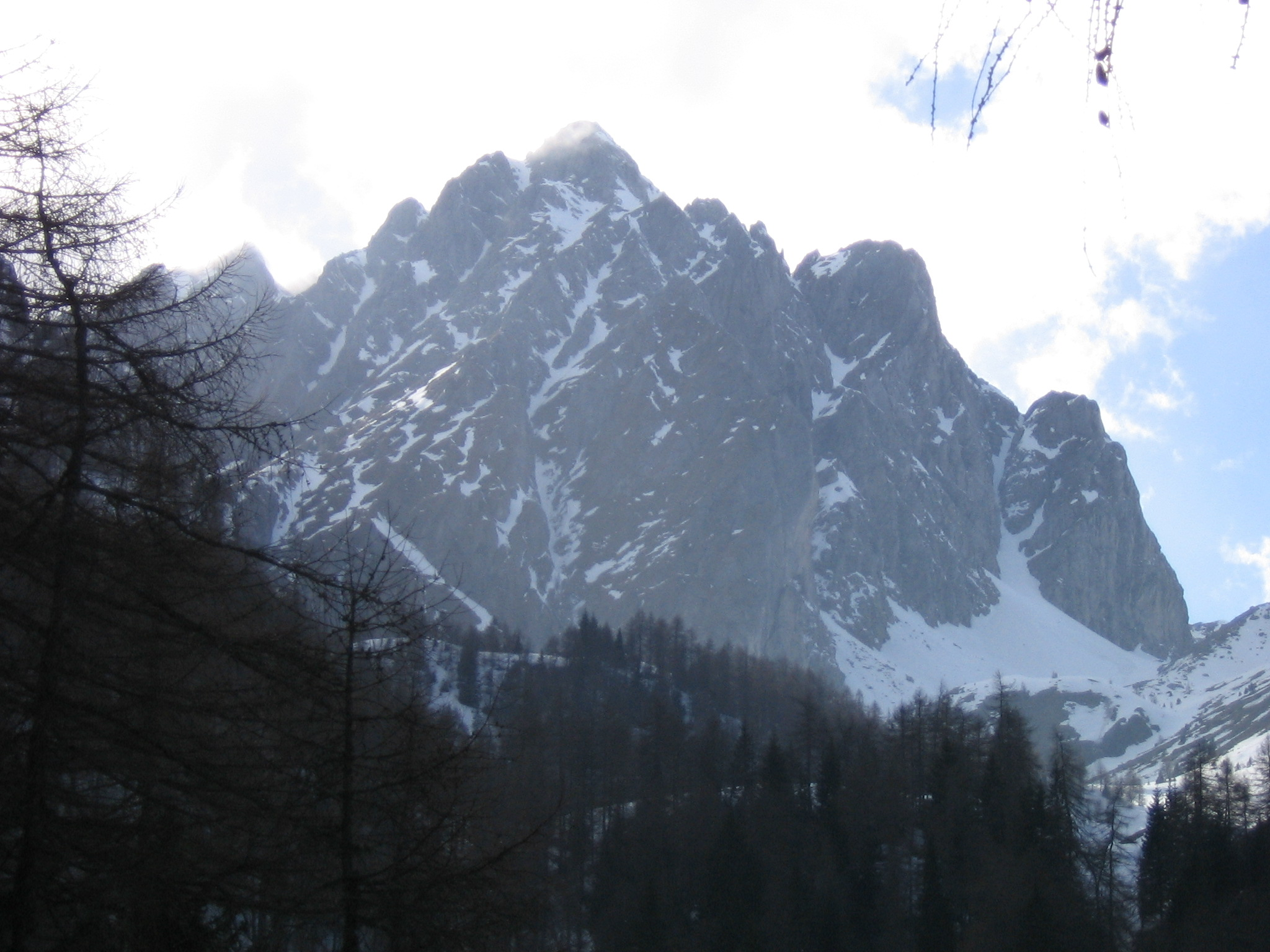
parete est (aprile 2006).
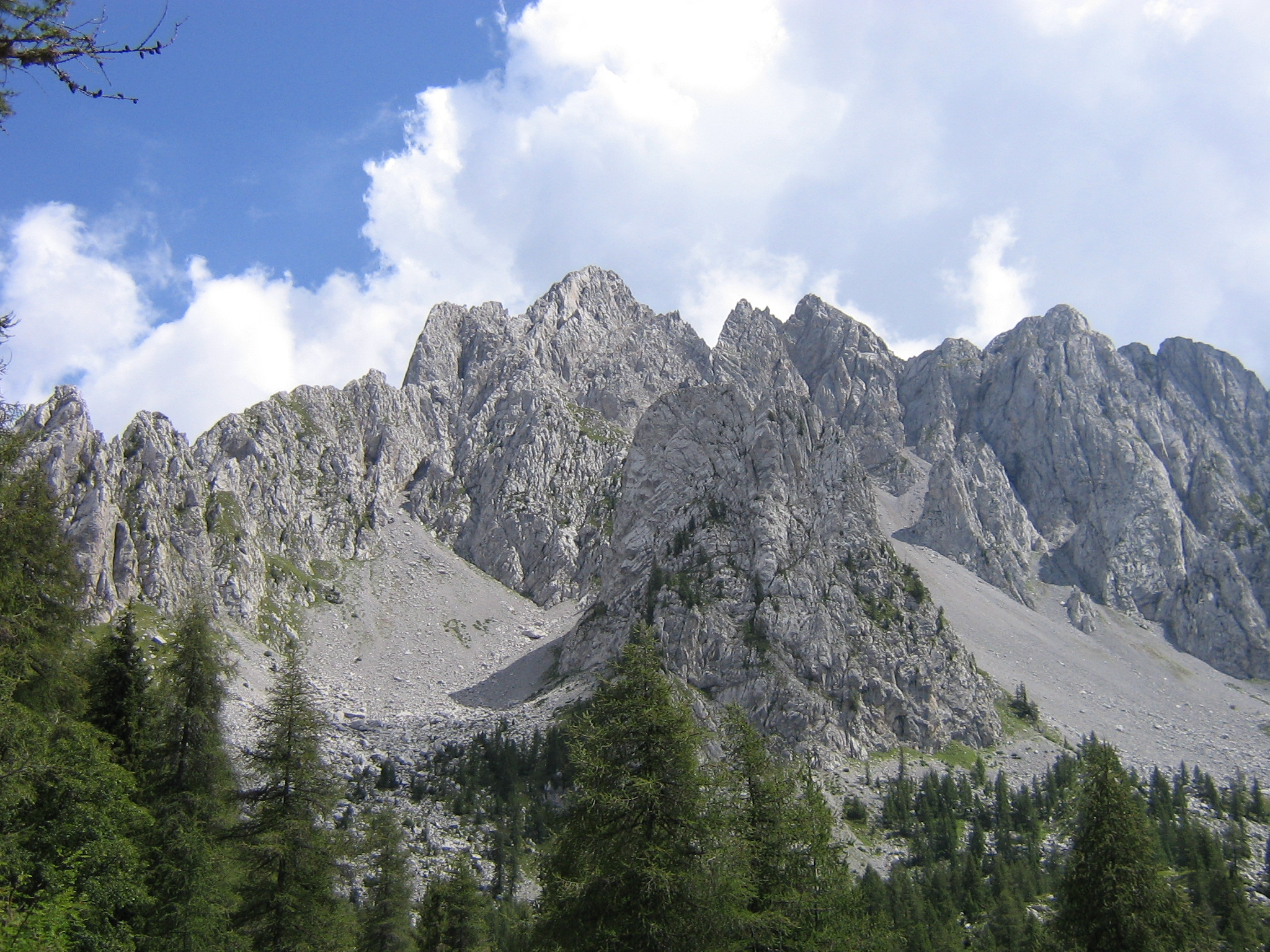
versante ovest (agosto 2006).
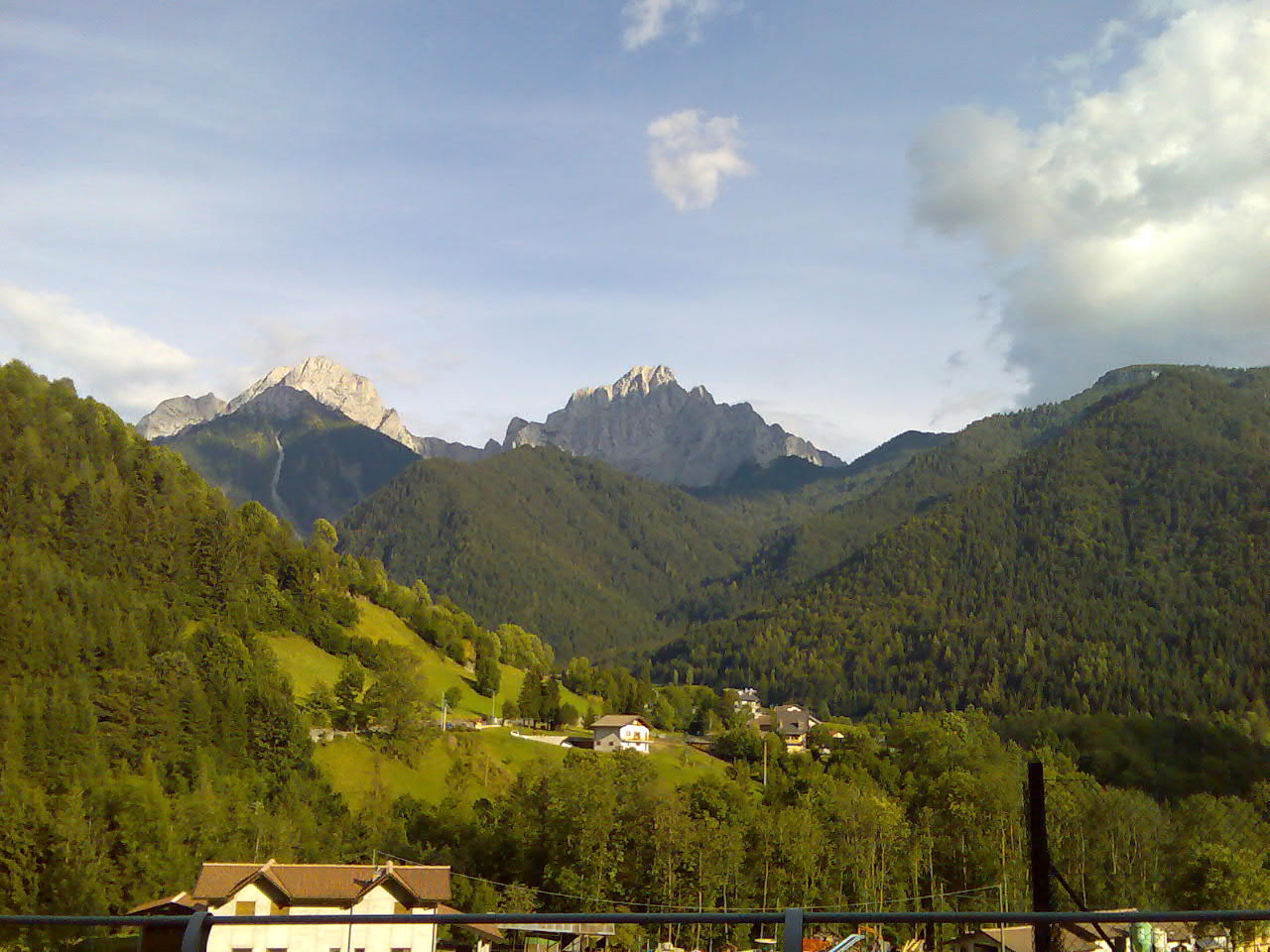
Il Pizzo Camino e il Monte Sossino visti dalla Valle di Scalve (agosto 2007).